# Grand Prix de Zurich 1989
La 74e édition du Championnat de Zurich a lieu le 20 août 1989. Remportée par le Canadien Steve Bauer, de l'équipe Helvetia-La Suisse, elle est la neuvième épreuve de la Coupe du monde.

## Classement final
| Pos. | Cycliste           | Équipe                    | Temps           |
| ---- | ------------------ | ------------------------- | --------------- |
| 1    | Steve Bauer        | Helvetia-La Suisse        | 6 h 45 min 11 s |
| 2    | Acácio da Silva    | Carrera-Vagabond          | +3 s            |
| 3    | Rolf Gölz          | Superconfex-Yoko          | m.t.            |
| 4    | Rolf Sørensen      | Ariostea                  | m.t.            |
| 5    | Raúl Alcalá        | PDM-Concorde              | m.t.            |
| 6    | Andreas Kappes     | Toshiba                   | m.t.            |
| 7    | Tony Rominger      | Chateau d'Ax              | m.t.            |
| 8    | Marc Madiot        | Toshiba                   | m.t.            |
| 9    | Bruno Cornillet    | Z-Peugeot                 | m.t.            |
| 10   | Maurizio Fondriest | Del Tongo-Mele Val Di Non | +1 min 21 s     |